# Jesús Rodríguez Picó
Jesús Rodríguez Picó (Barcelona, 12 de julio de 1953- ) es un clarinetista, instrumentista, compositor y pedagogo español.
Rodríguez Picó es especializa en la ópera de cámara y ha trabajado como solista y a nivel grupal con diversas orquestas, también con Ràdio Barcelona, la Revista Musical Catalana, el Conservatorio Profesional de Música de Badalona, Catalunya Música. y con varios artistas como Lluís Sintes y ha formado dúo con el pianista Manuel Cabero.
Sus obras han sido interpretadas por la Orquesta Sinfónica de Barcelona y Nacional de Cataluña y la Orquesta Nacional de España. Durante su trayectoria artística se ha presentado en varios lugares y sitios de interés cultural como el Palacio de la Música Catalana, Teatre Lliure y Ateneo Barcelonés, también en el Festival Altaveu, entre otros escenarios. Destacan especialmente las obras escritas para clarinete y saxofón.

## Biografía
Jesús Rodríguez Picó nació en  Barcelona, Cataluña (España) el 12 de julio de 1953. Realizó sus estudios en el Conservatorio Superior de Música del Liceo donde obtubo el título de profesor de clarinete, completando su formación en Francia.
A finales de la época de 1970 empezó con trabajos y obras para orquesta. Inició su catálogo  de compasiones en 1976. En las primeras obras utilizaba «procedimientos flexibles,  nuevas grafías y acciones musicales». En Polisonia 1 y 2, Zeux y Apsû también incorpora elementos y aspectos propios del teatro musical como en Autour de la Lune.
En 1979 estrena la primera La ciutat i les estrelles interpretada por Josep Maria Escribano en el Palau de la Música de Barcelona, tras lo cual recibe encargos como el realizado por la Orquesta Nacional de España, Sinfonía Americana y el Concierto núm. 1 para clarinete y orquesta o las encargadas por La Orquesta Sinfónica de Barcelona y Nacional de Cataluña, Sinfonía Anàbasi (Sinfonía Anábasis)o Danses d’Ibèria ('Danzas de Iberia).
Trabajó en varias obras de cámara, su primera obra escénica fue la ópera de cámara El paraíso de las montañas con  texto de Miquel Desclot a partir de Alfred Jarry, estrenada el Teatre Lliure de Barcelona en 1998. Posteriormente compuso otras obras escénicas como Hotel Occidente y Urbs o Fábula urbana. Ha realizado colaboraciones de diversos artistas y músicos, entre ellos, Sonata Colombina Sonata Marina, Volt, Preludi i dansa, Horo, Catul canta, entre otros. En cuanto a la parte escénica, su primera obra escénica fue la ópera de cámara El paradís de les muntanyes, cuyo texto es de Miquel Desclot a partir de Alfred Jarry y lanzada en el Teatre Lliure en 1998. Asimismo, compuso varias obras escénicas como Hotel Occident y Urbs.
Ha trabajado como profesor en el área de música, en clarinete y música de cámara en el Conservatorio Profesional de Música de Badalona y en varias escuelas y centros de enseñanza de música. Como profesor ha  añadido a su catálogo numerosas obras concebidas para ser interpretadas por estudiantes de música. Entre estas obras destacan Fragments d’estiu, Dissabte matí y El partit del segle.
Ha colaborado en diversos medios de comunicación como Radio Barcelona y diferentes revistas especializadas, En el año 1987 elaboró el proyecto de la emisora de música Catalunya Música, de la que fue responsable de la programación hasta diciembre de 1990, para continuar como delegado de Música de la Generalidad de Cataluña, finalizado este período volvió a la actividad pedagógica. Entre los años 2009 y 2017 fue profesor de la Escuela Municipal de Música de L’Hospitalet de Llobregat (EMCA), añadiendo a su catálogo numerosas obras para ser interpretadas por estudiantes de música, muchas de estas composiciones están publicadas en el Quadern de concert. 
Es autor del libro Xavier Benguerel: Obra y estilo, S. A Idea Books, Barcelona, 2001.

## Algunos trabajos
Orquesta:
- La ciudad y las estrellas
- Clarinet Concerto No. 1
- Clarinet Concerto No. 2
- The Hungry Lion
- Sinfonía Americana
- Sinfonía Anábasis
- danzas de Iberia

Operas:
- El paradís de les muntanyes,  libreto de Miquel Desclot basado en la obra homónima de Alfred Jarry.
- Hotel Occident, libreto de Lluïsa Cunillé.
- Urbs, libreto de  J. M. Batista
- Vera,  libreto de Pau Guix basado en la obra homónima de Oscar Wilde